# 2.ª etapa do Giro d'Italia de 2020
A 2.ª etapa do Giro d'Italia de 2020 desenvolveu-se a 4 de outubro de 2020 entre Alcamo e Agrigento sobre um percurso de 149 km e foi vencida pelo italiano Diego Ulissi da equipa UAE Emirates. O também italiano Filippo Ganna conseguiu manter a liderança.

## Classificação da etapa
| \| Classificação por etapas \| Classificação por etapas \| Classificação por etapas \| Classificação por etapas \| Classificação por etapas \| \| Ciclista \| Ciclista \| Equipe \| Tempo \| \| \| ------------------------ \| ------------------------ \| ------------------------ \| ------------------------ \| ------------------------ \| \| 1. \| Diego Ulissi \| UAE Team Emirates \| 3h24m58s \| \| \| 2. \| Peter Sagan \| Bora-Hansgrohe \| + 0s \| \| \| 3. \| Mikkel Honoré \| Deceuninck-Quick Step \| + 0s \| \| \| 4. \| Michael Matthews \| Team Sunweb \| + 5s \| \| \| 5. \| Luca Wackermann \| Vini Zabù-Brado-KTM \| + 5s \| \| \| 6. \| João Almeida \| Deceuninck-Quick Step \| + 5s \| \| \| 7. \| Gianluca Brambilla \| Trek-Segafredo \| + 5s \| \| \| 8. \| Vincenzo Nibali \| Trek-Segafredo \| + 5s \| \| \| 9. \| Pello Bilbao \| Bahrain McLaren \| + 5s \| \| \| 10. \| Lucas Hamilton \| Mitchelton-Scott \| + 5s \| \| |                    |                       |          |
| |                    |                       |          |
| Fonte: ProCyclingStats |                    |                       |          |
| Classificação por etapas |                    |                       |          |
| Ciclista | Ciclista           | Equipe                | Tempo    |
| 1. | Diego Ulissi       | UAE Team Emirates     | 3h24m58s |
| 2. | Peter Sagan        | Bora-Hansgrohe        | + 0s     |
| 3. | Mikkel Honoré      | Deceuninck-Quick Step | + 0s     |
| 4. | Michael Matthews   | Team Sunweb           | + 5s     |
| 5. | Luca Wackermann    | Vini Zabù-Brado-KTM   | + 5s     |
| 6. | João Almeida       | Deceuninck-Quick Step | + 5s     |
| 7. | Gianluca Brambilla | Trek-Segafredo        | + 5s     |
| 8. | Vincenzo Nibali    | Trek-Segafredo        | + 5s     |
| 9. | Pello Bilbao       | Bahrain McLaren       | + 5s     |
| 10. | Lucas Hamilton     | Mitchelton-Scott      | + 5s     |

## Classificações ao final da etapa

### Classificação geral(Maglia Rosa)
| \| Classificação geral \| Classificação geral \| Classificação geral \| Classificação geral \| Classificação geral \| \| Ciclista \| Ciclista \| Equipe \| Tempo \| \| \| ------------------- \| ------------------- \| --------------------- \| ------------------- \| ------------------- \| \| 1. \| Filippo Ganna \| Ineos Grenadiers \| 3h40m27s \| \| \| 2. \| João Almeida \| Deceuninck-Quick Step \| + 22s \| \| \| 3. \| Geraint Thomas \| Ineos Grenadiers \| + 23s \| \| \| 4. \| Tobias Foss \| Jumbo-Visma \| + 31s \| \| \| 5. \| Josef Černý \| CCC Team \| + 36s \| \| \| 6. \| Matteo Sobrero \| NTT Pro Cycling \| + 40s \| \| \| 7. \| Jan Tratnik \| Bahrain McLaren \| + 42s \| \| \| 8. \| Simon Yates \| Mitchelton-Scott \| + 49s \| \| \| 9. \| Tanel Kangert \| EF Pro Cycling \| + 49s \| \| \| 10. \| Diego Ulissi \| UAE Team Emirates \| + 54s \| \| |                |                       |          |
| |                |                       |          |
| Fonte: ProCyclingStats |                |                       |          |
| Classificação geral |                |                       |          |
| Ciclista | Ciclista       | Equipe                | Tempo    |
| 1. | Filippo Ganna  | Ineos Grenadiers      | 3h40m27s |
| 2. | João Almeida   | Deceuninck-Quick Step | + 22s    |
| 3. | Geraint Thomas | Ineos Grenadiers      | + 23s    |
| 4. | Tobias Foss    | Jumbo-Visma           | + 31s    |
| 5. | Josef Černý    | CCC Team              | + 36s    |
| 6. | Matteo Sobrero | NTT Pro Cycling       | + 40s    |
| 7. | Jan Tratnik    | Bahrain McLaren       | + 42s    |
| 8. | Simon Yates    | Mitchelton-Scott      | + 49s    |
| 9. | Tanel Kangert  | EF Pro Cycling        | + 49s    |
| 10. | Diego Ulissi   | UAE Team Emirates     | + 54s    |

### Classificação por pontos(Maglia Ciclamino)
| Classificação por pontos | Classificação por pontos | Classificação por pontos    | Classificação por pontos | Classificação por pontos |
| Ciclista                 | Ciclista                 | Equipe                      | Pontos                   |                          |
| ------------------------ | ------------------------ | --------------------------- | ------------------------ | ------------------------ |
| 1.                       | Diego Ulissi             | UAE Team Emirates           | 25 pts                   |                          |
| 2.                       | Peter Sagan              | Bora-Hansgrohe              | 19 pts                   |                          |
| 3.                       | João Almeida             | Deceuninck-Quick Step       | 17 pts                   |                          |
| 4.                       | Filippo Ganna            | Ineos Grenadiers            | 15 pts                   |                          |
| 5.                       | Thomas De Gendt          | Lotto-Soudal                | 12 pts                   |                          |
| 6.                       | Mikkel Honoré            | Deceuninck-Quick Step       | 12 pts                   |                          |
| 7.                       | Mikkel Bjerg             | UAE Team Emirates           | 9 pts                    |                          |
| 8.                       | Michael Matthews         | Team Sunweb                 | 8 pts                    |                          |
| 9.                       | Mattia Bais              | Androni Giocattoli-Sidermec | 8 pts                    |                          |
| 10.                      | Geraint Thomas           | Ineos Grenadiers            | 7 pts                    |                          |

### Classificação da montanha(Maglia Azzurra)
| Classificação da montanha | Classificação da montanha | Classificação da montanha   | Classificação da montanha | Classificação da montanha |
| Ciclista                  | Ciclista                  | Equipe                      | Pontos                    |                           |
| ------------------------- | ------------------------- | --------------------------- | ------------------------- | ------------------------- |
| 1.                        | Peter Sagan               | Bora-Hansgrohe              | 4 pts                     |                           |
| 2.                        | Diego Ulissi              | UAE Team Emirates           | 3 pts                     |                           |
| 3.                        | Rick Zabel                | Israel Start-Up Nation      | 3 pts                     |                           |
| 4.                        | Thomas De Gendt           | Lotto-Soudal                | 3 pts                     |                           |
| 5.                        | Mattia Bais               | Androni Giocattoli-Sidermec | 2 pts                     |                           |
| 6.                        | Mikkel Honoré             | Deceuninck-Quick Step       | 1 pt                      |                           |
| 7.                        | Davide Ballerini          | Deceuninck-Quick Step       | 1 pt                      |                           |
| 8.                        | Etienne van Empel         | Vini Zabù-Brado-KTM         | 1 pt                      |                           |

### Classificação dos jovens(Maglia Bianca)
| Classificação dos jovens | Classificação dos jovens | Classificação dos jovens | Classificação dos jovens | Classificação dos jovens |
| Ciclista                 | Ciclista                 | Equipe                   | Tempo                    |                          |
| ------------------------ | ------------------------ | ------------------------ | ------------------------ | ------------------------ |
| 1.                       | Filippo Ganna            | Ineos Grenadiers         | 3h40m27s                 |                          |
| 2.                       | João Almeida             | Deceuninck-Quick Step    | + 22s                    |                          |
| 3.                       | Tobias Foss              | Jumbo-Visma              | + 31s                    |                          |
| 4.                       | Matteo Sobrero           | NTT Pro Cycling          | + 40s                    |                          |
| 5.                       | Brandon McNulty          | UAE Team Emirates        | + 59s                    |                          |
| 6.                       | Mikkel Honoré            | Deceuninck-Quick Step    | + 59s                    |                          |
| 7.                       | Ben O'Connor             | NTT Pro Cycling          | + 1m00s                  |                          |
| 8.                       | Sam Oomen                | Team Sunweb              | + 1m11s                  |                          |
| 9.                       | James Knox               | Deceuninck-Quick Step    | + 1m13s                  |                          |
| 10.                      | Jai Hindley              | Team Sunweb              | + 1m15s                  |                          |

### Classificação por equipas"Súper team"
| Classificação por equipes | Classificação por equipes | Classificação por equipes | Classificação por equipes |
| Equipe                    | Equipe                    | Tempo                     |                           |
| ------------------------- | ------------------------- | ------------------------- | ------------------------- |
| 1.                        | Ineos Grenadiers          | 11h02m32s                 |                           |
| 2.                        | Deceuninck-Quick Step     | + 1m03s                   |                           |
| 3.                        | Jumbo-Visma               | + 1m05s                   |                           |
| 4.                        | UAE Team Emirates         | + 1m14s                   |                           |
| 5.                        | Team Sunweb               | + 1m16s                   |                           |
| 6.                        | EF Pro Cycling            | + 1m25s                   |                           |
| 7.                        | NTT Pro Cycling           | + 1m36s                   |                           |
| 8.                        | Mitchelton-Scott          | + 1m40s                   |                           |
| 9.                        | CCC Team                  | + 1m41s                   |                           |
| 10.                       | Bahrain McLaren           | + 2m07s                   |                           |

## Abandonos
- Aleksandr Vlasov não completou a etapa por problemas de saúde.[1]